# Microsoft Office Live
Microsoft Office Live - веб-служба компании Microsoft, предоставлявшая инструменты для обмена документами и создания веб-сайтов. В данный момент не функционирует.
Преемник службы - Windows Live.
Office Live состоял из двух сервисов: Office Live Workspace, который был заменен на OneDrive,  и Office Live Small Business, который был заменен на Office 365.

## Офисное рабочее пространство Office
Office Live Workspace — бесплатный сервис для хранения и обмена документами в Интернете. Компания заявила, что сервис часто используется для работы, школьных и домашних проектов, поскольку документами можно управлять без флеш-накопителя. Для службы требовался доступ в Интернет и совместимый браузер; интерфейс был доступен на более чем 25 языках. Определенные функциональные возможности были привязаны к подключаемому модулю браузера Silverlight, что делало использование менее удобным по сравнению с другими поставщиками онлайн-офисов . Для доступа к рабочим пространствам непосредственно из Office пользователям Word , Excel и PowerPoint необходимо было установить обновление Office Live.
В рабочей области файлы не могли быть отредактированы, но нажатие на кнопку «edit» открывало их в Microsoft Office. Рабочее пространство не предлагало сотрудничество офлайн — вместо этого документы помечались «checked out» и «checked in», но служба интегрировалась с SharedView для совместного использования экрана в режиме реального времени.

### Возможности
- Интернет-хранилище. Office Live позволял пользователям сохранять до 5 гигабайт информации (во многих форматах файлов). Доступ к файлам можно было получить с любого компьютера с подключением к Интернету, даже если Office не установлен. Компания утверждает, что это заменяло необходимость использования флеш-накопителей или компакт-дисков в качестве решения для хранения данных и предоставляло возможности для обновления расписаний проектов, организации событий и делегирования заданий без использования электронной почты
- Обмен информацией. Рабочее пространство Office Live было предназначено для того, чтобы пользователи компьютеров могли совместно использовать один документ или рабочую область, содержащую несколько документов, а также сотрудничать в режиме онлайн в качестве группы. Рабочие пространства защищены паролем, и пользователи могут контролировать, кто просматривает и редактирует информацию. Файлы или рабочие пространства могли использоваться до 100 человек.
- Совместимость программного обеспечения. Хотя Office Live Workspace работает с программами Microsoft Office, такими как Word, Excel, PowerPoint и Outlook, он также позволяет пользователям хранить документы других типов файлов. Если установлено обновление Office Live, файлы и документы могут быть открыты и сохранены непосредственно из Microsoft Office XP , 2003, 2007 или 2008 для Mac. Пользователи также могут синхронизировать контакты, задачи и списки событий с Outlook 2003 и 2007, а списки рабочих пространств можно экспортировать в Excel . Правда, к сожалению, обновление Office Live больше не доступно для загрузки и не поддерживается.
- Ресурсы и поддержка.  Microsoft создала веб-сайт поддержки сообщества, который включает в себя блог, вики, видеоролики и возможность задавать вопросы, отвечать на них.

### Системные требования
Для Office Live Workspace требовался компьютер с подключением к Интернету под управлением Windows XP , Windows Server 2003 , Windows Vista , Windows 7 или Mac OS X 10.2.x и выше. Он работал со следующими браузерами:
- Internet Explorer 6.0 или новее
- Firefox 2.0 или новее
- Safari 3.0 или новее

Office Live Workspace в настоящее время не поддерживается в Office 2010 . В мае 2010 года было объявлено, что клиенты Office Live Workspace смогут использовать Microsoft OneDrive, сервис, который предложил 25 ГБ памяти (объём памяти был сокращен до 7 ГБ в 2012 году), а также получат возможность просматривать и редактировать документы через Office Web Apps.